# Football club villefranchois
Pour les articles homonymes, voir FCV.
Maillots
Actualités
Dernière mise à jour : 20 juin 2025.
Le Football club villefranchois est un club français de rugby à XV fondé en 1906 et basé à Villefranche-de-Lauragais.
Il évolue lors de la saison 2025-2026 en Fédérale 2 pour la 13e année consécutive.

## Historique

### Années 1900-1980
Le FC villefranchois est fondé en 1906, un an après l’apparition du ballon ovale dans la ville. Il est trois fois finaliste du championnat des Pyrénées deuxième série avant la Première Guerre mondiale contre le TOEC. Le FCV devient alors l’un des meilleurs clubs des Pyrénées. Après la Seconde Guerre mondiale, il décline et se met en sommeil entre 1954 et 1962. Il doit attendre 1963 pour redémarrer en Quatrième Série, soit le plus bas niveau. En vingt années, le club va alors franchir tous les échelons jusqu’à la première division. En 1969, le FCV accède au championnat de France (troisième division), puis à la deuxième division en 1973.

### Années 1980-2000
En 1985, le groupe B de première division s’ouvre. Enfin, en 1988, l’équipe première réalise un véritable exploit en accédant au groupe A regroupant les 32 meilleures formations française. En 1988-89, le club se classe deuxième de la première phase de poule derrière le Stade toulousain et accède ainsi à la deuxième phase en groupe A. Avec trois victoires et un nul au compteur, le FC villefranchois se classe vingt-quatrième club français. Il ne peut rééditer sa performance l’année suivante.
Dans les années 1990, le club se maintient près du sommet. Si le club quitte le groupe B, il dispute en 1998 une finale de Nationale 1 (perdue contre le Stade montois, 3-45) qui lui permet d’accéder à l’Élite 2, poule unique de 16 clubs constituant la deuxième division, où il ne reste qu’une saison.

### Années 2000 à 2020
Reclassé en Fédérale 1, l’élite du rugby amateur, le FCV descend en Fédérale 2 à l’issue de la saison 2005-06 après 21 saisons en élite amateur. 
En 2007, le FCV joue en Fédérale 2 et fête son centenaire. 
Après une saison 2009-2010 difficile, le club est rétrogradé en Fédérale 3. En 2011, sous la houlette des nouveaux présidents Dominique De Sousa, Philippe Etcheverry et Nicolas Fauré et des nouveaux entraineurs Benoit Brault, Michel Blanc, Alexandre Amalric et Baby Alasset, le FCV remonte en Fédérale 2 grâce à sa victoire sur Sarlat en huitième de finale du championnat de France. Le club s'incline ensuite en quart de finale face au futur champion, le RC Chalon-sur-Saône. Lors de la même saison, l’équipe B atteint elle aussi les quarts de finale.
Les deux autres années de leurs mandats ont vu le FCV jouer le haut de tableau de la Fédérale 2 sans pour autant arriver à se qualifier, mais échouer aux portes des qualifications.
Après trois années passées dans le club, le duo d'entraineurs de l'équipe une, Benoit Brault et Michel Blanc quittent leurs fonctions à l'issue de la saison 2012-2013. Il est remplacé par deux anciens villefranchois l'un passé par l'US Carcassonne, Julien Sidobre, l'autre par le RCNM, Stéphane Mellies. Lors de la saison 2013-2014, l’équipe fanion renoue avec les phases finales mais est éliminée par le CA Castelsarrasin au premier tour. L’équipe B réussit un très beau parcours et se fait éliminer aux tirs au but face à l'US Marmande en demi-finale du championnat de France. Lors des 4 saisons suivantes l'équipe fanion se qualifie pour les phases finales. 
La saison 2018-2019 est celle de la consécration pour les séniors du FCV, puisque la réserve remporte le titre de champion de France de Fédérale B, avec une victoire contre Montmélian 15-6 en finale ; cela représente le premier titre national pour les séniors dans l'histoire du club.
2023-2024: Le FCV perdent en barrage face à Bourges sur le score de 29-24.

## Palmarès

### Détail du palmarès
- Champion des Pyrénées 3e série
  - Vainqueur 1945-46
- Champion des Pyrénées Promotion d'honneur
  - Vainqueur 1946-47
- Champion des Pyrénées 4e série
  - Vainqueur 1966-1967
- Champion des Pyrénées Réserves 3e série
  - Vainqueur 1968
- Champion des Pyrénées Juniors A
  - Vainqueur 1971
- Champion des Pyrénées Réserves 2e série
  - Vainqueur 1975
- Vice-champion de France Réserves
  - Finaliste 1976 et 1984
- Champion de France Cadets
  - Vainqueur 1993
- Vice-champion de Nationale 1 (perdue contre Mont-de-Marsan)
  - Finaliste 1998
- Vice-champion des Pyrénées Juniors Balandrades
  - Finaliste 2007
- Vice-champion des Pyrénées Juniors Phliponneau
  - Finaliste 2013
- Champion de France Fédérale 2B
  - Vainqueur 2019
- Vice-championne d'occitanie Féminines F-18
  - Finaliste 2022

- Championne de Haute Garonne Féminines Seniors F+18 
  - Vainqueur 2024

- Vice-championne de Haute Garonne Féminines F-18
  - Finaliste 2025

### Finales disputées
| Date de la finale | Vainqueur     | Score  | Finaliste                    | Lieu de la finale            | Spectateurs |
| ----------------- | ------------- | ------ | ---------------------------- | ---------------------------- | ----------- |
| 7 juin 1998       | Stade montois | 45 - 3 | Football Club villefranchois | Stade Maurice-Trélut, Tarbes | 8 900       |

| Date de la finale | Vainqueur                          | Score  | Finaliste           | Lieu de la finale                | Spectateurs |
| ----------------- | ---------------------------------- | ------ | ------------------- | -------------------------------- | ----------- |
| 16 juin 2019      | Football Club villefranchois « B » | 15 - 6 | US Montmélian « B » | Stade Maurice-Chevalier, Sorgues |             |

## Personnalités du club

### Présidents
- 1914 - 1920 : Léon Diomard
- 1920 - 1924 : Docteur Ramond, Jean Rivière et François Delcous
- 1924 - 1926 : Ernest Cacha
- 1926 - 1930 : Gaston Alary
- 1930 - 1933 : Maurice Vital
- 1933 - 1934 : Elie Baron
- 1934 - 1938 : Léon Diomard
- 1938 - 1943 : Jean Guérin
- 1943 - 1944 : Marcel Billac
- 1944 - 1947 : Camille Billac
- 1947 - 1949 : Léon Diomard
- 1949 - 1952 : Camille Billac
- 1952 - 1954 : Louis  Chausson
- 1954 - 1962 : Club en sommeil
- 1963 - 1965 : Michel Cabal
- 1965 - 1968 : Camille Billac
- 1965 - 1970 : Louis Moulis
- 1970-  1981 : Jacques Asset
- 1981 - 2002 : Francis Cazeneuve
- 2002 - 2004 : Marie-Claude Augier
- 2004 - 2009 : Jésus Gago et Dominique De Sousa
- 2009 - 2010 : Henri-Paul Puel
- 2010 - 2012 : Dominique De Sousa, Philippe Etcheverry et Nicolas Fauré
- 2012 - 2018 : Dominique De Sousa et Nicolas Fauré
- 2018 - : Nicolas Fauré

### Entraîneurs
| Saison    | Entraîneurs                                          | Titres                                                                     |
| 2010-2013 | Benoit Brault (avants) Michel Blanc (arrières)       | -                                                                          |
| 2013-2014 | Julien Sidobre (avants) Stéphane Melliès (arrières)  | Demi-finale du championnat de France fédérale 2b 2014                      |
| 2014-2018 | Cédric Sicard (avants) Fabien Bacou (arrières)       | -                                                                          |
| 2018-2019 | Nicolas Hallinger (avants) Claude Guiraud (arrières) | Champion de France fédérale 2B 2019 Phase finale 2012-2013 sur itsrugby.fr |
| 2019-2020 | Sebastien Falco (avants) Claude Guiraud (arrières)   | -                                                                          |
| 2020-2023 | Sébastien Falco (avants) Romain Pissinis (arrières)  | -                                                                          |
| 2023-     | Cédric Sicard (avants) Marc Grosbois (arrières)      | -                                                                          |

### Joueurs emblématiques
- Pierre Bondouy
- Olivier Carbonneau
- Didier Codorniou
- Pierre Lauga
- Laurent Mazas
- Éric Smara
- Julien Campo
- Hughes Comet
- Laurent Husson
- Marc Azon